# Giorgio Bogi
Giorgio Bogi (ur. 24 czerwca 1929 w La Spezia) – włoski polityk i lekarz, wieloletni parlamentarzysta, w latach 1993–1994 sekretarz Włoskiej Partii Republikańskiej, w latach 1997–1998 minister.

## Życiorys
Z wykształcenia lekarz, po ukończeniu studiów medycznych specjalizował się w zakresie anestezjologii i chorób układu oddechowego.
W 1972 po raz pierwszy został wybrany w skład Izby Deputowanych. Z powodzeniem ubiegał się o reelekcję w wyborach w 1976, 1979, 1983, 1987, 1992, 1994, 1996 i 2001, zasiadając w niższej izbie włoskiego parlamentu VI, VII, VIII, IX, X, XI, XII, XIII i XIV kadencji. Był wieloletnim działaczem Włoskiej Partii Republikańskiej, od 1972 wchodził w skład krajowego kierownictwa tej partii, a w latach 1993–1994 pełnił funkcję jej sekretarza (i tym samym faktycznego lidera). W latach 80. w różnych gabinetach zajmował stanowisko podsekretarza stanu w resorcie poczty i telekomunikacji. W 1994 opuścił PRI, stanął na czele nowego ugrupowania Sinistra Repubblicana, z którym w 1998 dołączył do Demokratów Lewicy.
W 1996 został podsekretarzem stanu w urzędzie rady ministrów w rządzie Romana Prodiego. W marcu 1997 przeszedł na urząd ministra ds. kontaktów z parlamentem, który sprawował do października 1998. W 2006 został członkiem Europejskiego Ruchu Republikańskiego. W tym samym roku zakończył wykonywanie mandatu poselskiego. Później wraz z republikanami przystąpił do Partii Demokratycznej.